# Günter Maschke

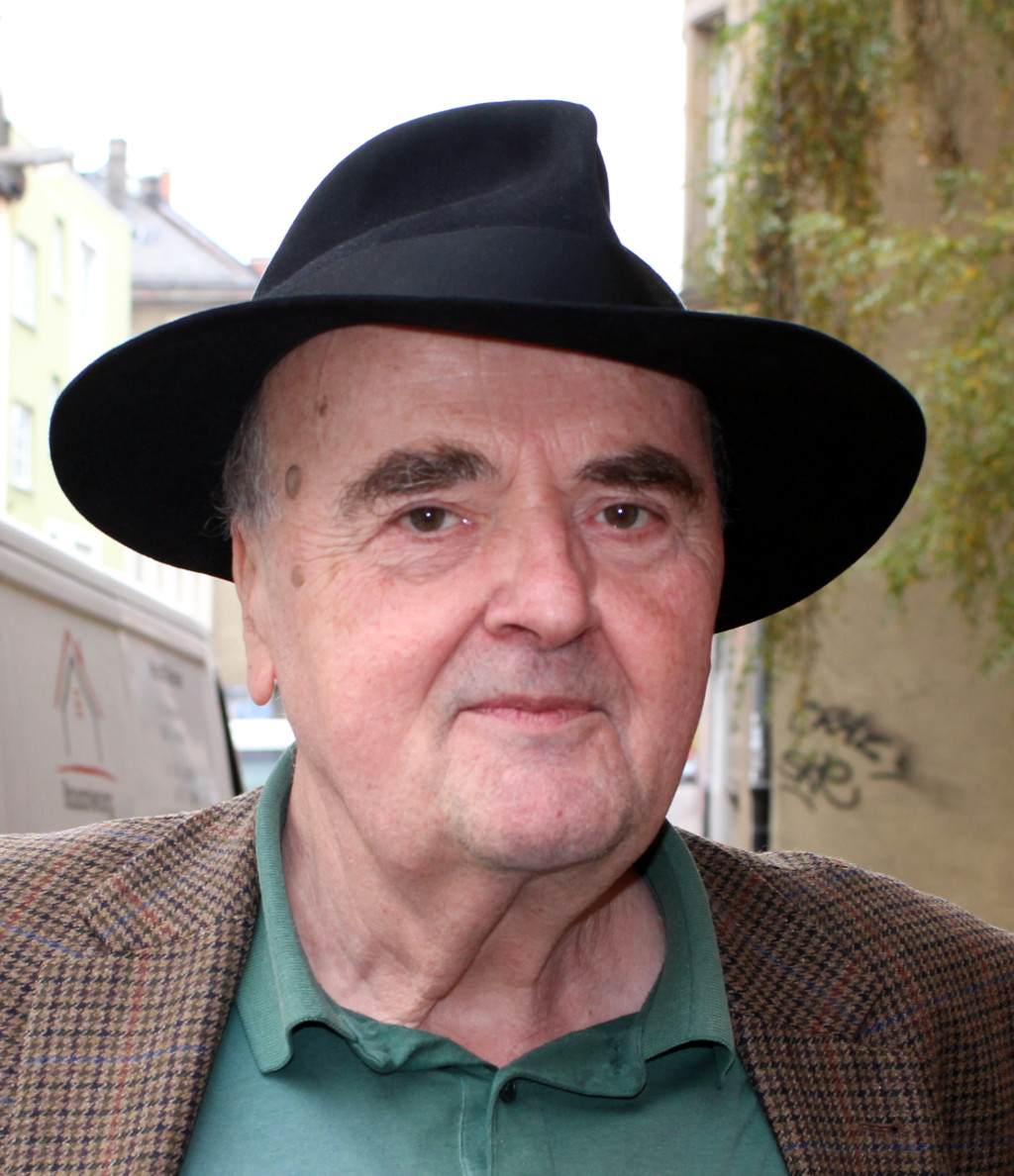
Günter Maschke (2015)

Günter Maschke (* 15. Januar 1943 in Erfurt; † 7. Februar 2022 in Frankfurt am Main) war ein deutscher Autor und Herausgeber, der anfangs linker politischer Aktivist war, später Privatgelehrter und Publizist der Neuen Rechten wurde und auch in rechtsextremen Medien publizierte.

## Leben
Maschke kam 1949 als Adoptivkind mit seiner Familie von Erfurt nach Trier, wo er nach der mittleren Reife eine Lehre als Versicherungskaufmann absolvierte. 1960 trat er in die Deutsche Friedens-Union, kurz darauf in die seit 1956 illegale KPD ein. An der Technischen Hochschule in Stuttgart hörte er bei Max Bense. Im Kreis um Bense und Ludwig Harig lernte er Gudrun Ensslin und später deren Schwester Johanna kennen. Maschke und Johanna Ensslin zogen nach Tübingen und heirateten 1965. Dort studierte Maschke Philosophie bei Ernst Bloch und war von 1963 bis 1964 Redakteur der Studentenzeitung Notizen. 1964 fand er Anschluss an die radikal-linke situationistische „Subversive Aktion“ Tübingen. Nach deren Auflösung 1966 engagierte sich Maschke im Sozialistischen Deutschen Studentenbund (SDS). 1965 erhielt er von der Bundeswehr den Gestellungsbefehl und erklärte, dass er den Kriegsdienst ebenso wie den Ersatzdienst aus politischen Gründen verweigern wolle. Am 28. Oktober 1965 wurde er von Feldjägern festgenommen. Nachdem er, wieder auf freiem Fuß, in zwei Instanzen nicht als Kriegsdienstverweigerer anerkannt wurde, entzog er sich einer drohenden Verhaftung durch die Ausreise zunächst nach Paris, dann nach Zürich und schließlich nach Österreich, wo er der „Kommune Wien“ um Robert Schindel beitrat. In Wien verdiente er sein Einkommen als freier Mitarbeiter für Volksstimme und Wiener Tagebuch. Nach einer Rede auf einer Demonstration gegen den Vietnamkrieg wurde Maschke am 9. Oktober 1967 festgenommen und als „unerwünschter Ausländer“ für siebzehn Tage inhaftiert. Mit medienwirksamen Demonstrationen gelang es der „Kommune Wien“, die drohende Auslieferung an die Bundesrepublik zu verzögern, bis Maschke im Februar 1968 nach Kuba ausreisen konnte, wo er politisches Asyl erhielt.
Die Erfahrungen seines zweijährigen Aufenthalts in Kuba von 1968 bis 1969 bewirkten eine politische Neuorientierung. Maschke übte offene Kritik, verweigerte sich Karriereofferten des Regimes und wurde in Havanna verhaftet und in einem Flugzeug nach Moskau abgeschoben. Er berichtete später, mehrere kubanische Bekannte seien kurz darauf als angeblich an einem Attentatsplan auf Fidel Castro beteiligte Verschwörer hingerichtet und er selbst in Abwesenheit zu zehn Jahren Haft verurteilt worden. Er kehrte in die Bundesrepublik zurück. Hier verbüßte er eine einjährige Haft wegen Fahnenflucht, zunächst in München und dann in Landsberg. Der Amtsrichter, der ihn im Januar 1970 verurteilt hatte, war wenige Wochen später Ziel eines Brandbombenanschlags. Die Aktion wurde der terroristischen Gruppe „Tupamaros München“ zugeschrieben, die zuvor in einem Drohbrief Maschkes Freilassung gefordert hatte.
Auf Vermittlung von Hans Magnus Enzensberger erschien in der edition suhrkamp der von Maschke übersetzte Gedichtband Außerhalb des Spiels von Heberto Padilla. Als Resümee seiner Kuba-Erfahrungen veröffentlichte er eine Darstellung der kubanischen Ökonomie im Kursbuch und in der Reihe Fischer den Essay Kritik des Guerillero (1973). In den folgenden Jahren war er Dozent an der Marineschule von La Punta (Peru), wo er Theorie und Strategie der Partisanenbekämpfung lehrte, sowie als freier Mitarbeiter bei der Frankfurter Allgemeinen Zeitung tätig. Die antirevolutionäre Wende ging einher mit dem Studium des Werkes von Carl Schmitt. Maschke avancierte zu einem Kenner und persönlichen Freund des wegen seines Eintretens für das NS-Regime in der Kritik stehenden Theoretikers. Nach einer publizistischen Kontroverse mit Dolf Sternberger, die sich an einem von Maschke verfassten Nachruf auf Schmitt entzündete, schied Maschke 1985 aus der FAZ-Mitarbeit aus. Von 1980 bis 1982 gab er für den Deutschen Ärzteverlag die Edition Maschke heraus, in der u. a. Werke Schmitts sowie Schriften von Bernard Willms und Ágnes Heller veröffentlicht wurden.
Seit seiner Abkehr von der radikalen Linken publizierte Maschke überwiegend in Zeitschriften des rechtskonservativen bis rechtsextremen Umfeldes wie Staatsbriefe, Criticón, Junge Freiheit, Empresas políticas (wo im Jahr 2008 zu seinem 65. Geburtstag eine Sondernummer als Festschrift erschien) oder Etappe, wo er von 1993 an bis zur 20. Ausgabe 2010 als Mitherausgeber fungierte. Er veröffentlichte zahlreiche Beiträge, insbesondere zu den Werken von Juan Donoso Cortés und Carl Schmitt. Seine kommentierte Edition von Aufsätzen Carl Schmitts wird zwar als Werk eines „dogmatischen Rechtsauslegers“ bezeichnet, zugleich aber wegen ihres Kenntnisreichtums ernst genommen.
Maschke hatte in seinen letzten Lebensjahren Diabetes-Probleme. Er starb im Februar 2022 im Alter von 79 Jahren in Frankfurt am Main.

## Wirken
Günter Maschke galt seit seiner in den 1970er Jahren vollzogenen Abkehr von der Linken und seiner Carl-Schmitt-Rezeption als Vordenker der Neuen Rechten. Für den Verfassungsschutz war er ein bekennender Verfassungsfeind, der das Grundgesetz als „Gefängnis“ bewertete. Demokratische Werte bezeichnete er als „Kannibalenhumanität und Zigeunerliberalismus“. In Maschkes Denken war die Demokratie totalitär. Analog den alten Rechten sprach er vom „Diktat von Versailles“.
Zusammen mit dem vom Links- zum Rechtsextremismus gewechselten Horst Mahler und Reinhold Oberlercher veröffentlichte Maschke auf der Website des Deutschen Kollegs am 24. Dezember 1998 und in der rechtsextremen Zeitschrift Staatsbriefe 1/1999 eine „Kanonische Erklärung zur Bewegung von 1968“, worin sie der 68er-Bewegung eine nationalrevolutionäre Deutung geben. Sie behaupteten, dass die 68er-Bewegung weder für Kommunismus noch für Kapitalismus, weder für drittweltliche oder östliche noch für westliche Konzepte und Machtinteressen eingetreten sei, sondern „allein für das Recht eines jeden Volkes auf nationalrevolutionäre und sozialrevolutionäre Selbstbefreiung“.

## Rezeption
Laut Lorenz Jäger war Maschke „erst ganz links und dann ganz rechts, alles mit ziemlich heftigen Ausschlägen“. Für „einen Rechten“ seien „seine Schimpftiraden gegen die lieben Deutschen schwer erträglich“ gewesen und „für einen Linken sein Sarkasmus gegenüber allen Utopien“. „Eindrucksvoll“ sei „seine geistige und am Ende die persönliche Statur“ gewesen; „die eines literarischen Menschen, der in den Siebzigerjahren Neudrucke von vergessenen Klassikern der nicht kommunistischen Linken auf den Weg brachte“ und der in der FAZ „die politische Ideengeschichte auf dem höchsten Niveau“ ausgebreitet habe. Außerdem verdanke man ihm „hervorragende Editionen der reaktionären Denker“ Carl Schmitt und Donoso Cortés. Sein „Sinn für Machtverhältnisse“ sei „so ausgeprägt“ gewesen, dass Rudi Dutschke ihn „Maschkiavelli“ genannt habe. In der späteren Phase seines Wirkens sei Maschke zum „Ultra-Reaktionär geworden“, der aber keine These „seiner Hausgötter“ ungeprüft übernommen habe. Er sei ein „Rechter, aber kein Rechthaber“ gewesen. Die „fundamentale Distanz zum politischen System seiner Heimat, die ihn als junger Mensch motivierte“, habe ihn bis zuletzt geprägt.
Willi Winkler charakterisierte Maschke in einem Nachruf für die Süddeutsche Zeitung als „der Unberechenbarste unter den sogenannten Achtundsechzigern, manche werden sagen: der Verrückteste, und mit Sicherheit in seinem selbstbewussten Irresein eine literarische Gestalt, ein anderer Meursault, der ‚Fremde‘ in Albert Camus’ Roman, den er wieder und wieder las“. Die Konstanten in Maschkes Leben seien sein existenzieller Fundamentalismus sowie seine „ungerührt antidemokratisch und antiamerikanisch“ getönte Haltung gewesen.
Volker Weiß schrieb in einem Nachruf, dass andere „Überläufer“ von der Linken zur Rechten zwar lauter gewesen seien, ihren Weg aber „meist in der Holzklasse ihrer Ressentiments zurücklegten“, während Maschke „im Salonwagen der Theorie die Fronten“ gewechselt habe. Dabei habe er durchgängig „die elitäre Haltung des Kaders“ gezeigt. Jürgen Habermas habe gesagt, dass Maschke der „einzige wirkliche Renegat der 68er-Bewegung“ gewesen sei. Geistig sei Maschke eher in der romanischen Welt als in Deutschland zu Hause und „mehr Reaktionär als Nationalist“ gewesen. Er sei „der letzte ernstzunehmende Theoriearbeiter der extremen Rechten in Deutschland“ gewesen. Seine „Forderung an die Rechte, wieder ernsthafter, intellektueller und wissenschaftlicher zu werden“, sei weitgehend ungehört geblieben.

## Veröffentlichungen (Auswahl)
Monografien
- Kritik des Guerillero. Zur Theorie des Volkskriegs. Fischer, Frankfurt am Main 1973, ISBN 3-10-047201-2.
- Der Tod des Carl Schmitt. Apologie und Polemik. Karolinger, Wien 1987, ISBN 3-85418-030-6.
  - Neuauflage: Der Tod des Carl Schmitt. Durchgesehene und um Texte aus den Jahren 1988–2007 vermehrte Ausgabe. Karolinger, Wien 2012, ISBN 978-3-85418-146-0.
- Das bewaffnete Wort. Aufsätze aus den Jahren 1973–1993. Karolinger, Wien/Leipzig 1997, ISBN 3-85418-080-2.
- „Verräter schlafen nicht“. Regin-Verlag, Kiel 2011, ISBN 978-3-941247-35-2.

Herausgeberschaft
- Carl Schmitt. Staat – Großraum – Nomos. Arbeiten von Carl Schmitt aus den Jahren 1916–1969. Duncker & Humblot, Berlin 1995, ISBN 3-428-07471-8.
- Carl Schmitt. Frieden oder Pazifismus? Arbeiten zum Völkerrecht und zur internationalen Politik 1924–1978. Duncker & Humblot, Berlin 2005, ISBN 3-428-08940-5.
- Juan Donoso Cortés. Essay über den Katholizismus, den Liberalismus und den Sozialismus und andere Schriften aus den Jahren 1851 bis 1853. Dritte, vermehrte Auflage, Karolinger, Wien/Leipzig 2018, ISBN 978-3-85418-188-0.

Übersetzungen
- Heberto Padilla: Außerhalb des Spiels. Gedichte. Aus dem Spanischen übersetzt. Suhrkamp, Frankfurt am Main 1971.